# Philoscia ehrenbergii
Philoscia ehrenbergii är en kräftdjursart som beskrevs av Brandt 1833. Philoscia ehrenbergii ingår i släktet Philoscia och familjen Philosciidae. Inga underarter finns listade i Catalogue of Life.